# Friedrich Kunath

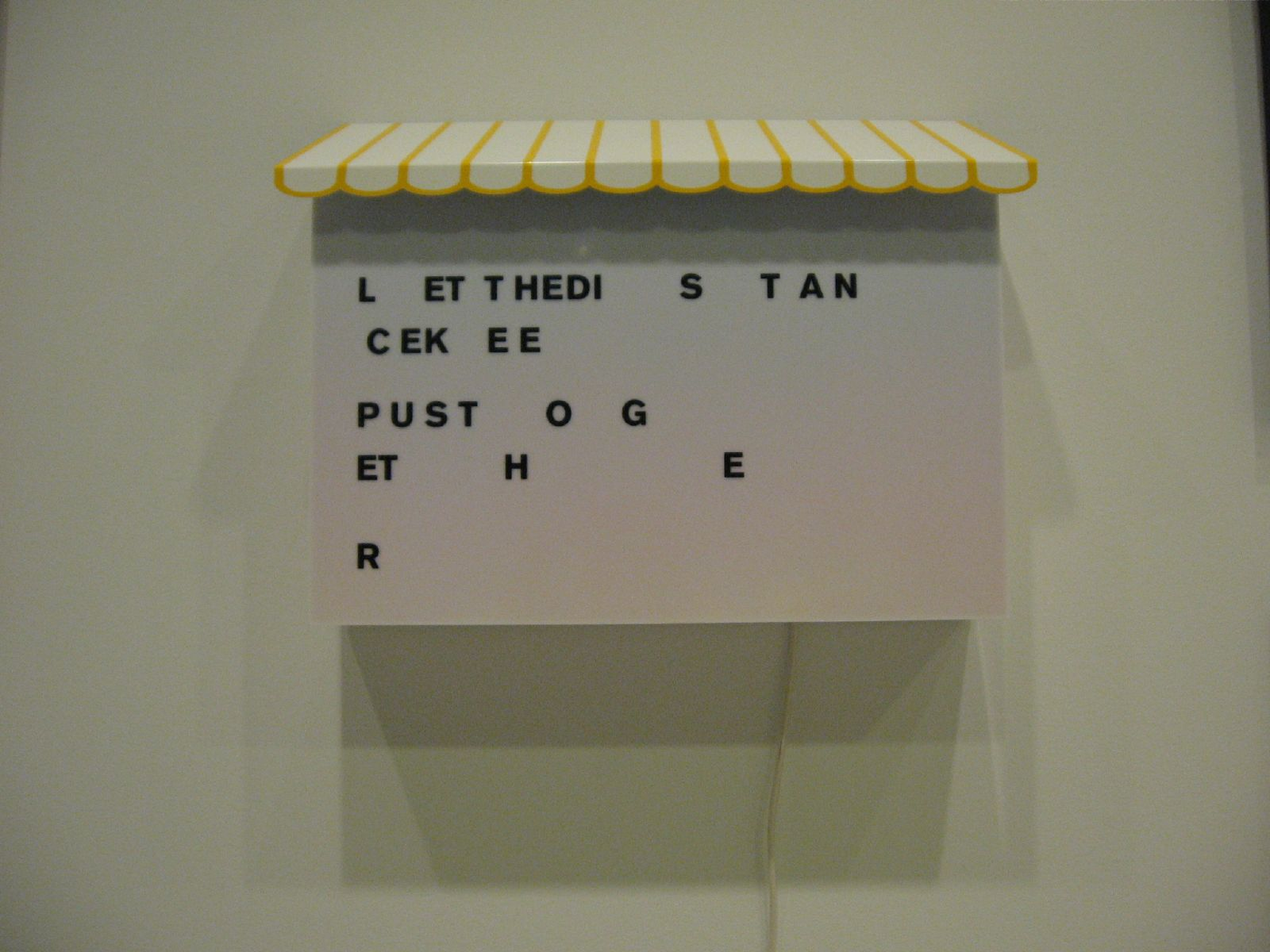
Objekt Kunaths in der Ausstellung Life on Mars im Carnegie Museum of Art

Friedrich Kunath (* 1974 in Karl-Marx-Stadt) ist ein deutscher Maler und Objektkünstler.

## Werdegang
Er studierte an der Hochschule für Bildende Künste Braunschweig bei Walter Dahn. Friedrich Kunath lebt und arbeitet in Pasadena bei Los Angeles, bis 2007 in Deutschland, dort zuletzt in Köln.
Sein Werk umfasst Skulpturen, Malerei, Video und Grafik, vielfach versieht er seine Arbeiten mit Texten.
2022 wirkte er als Songwriter an dem Lied Everything's Electric von Liam Gallagher mit.

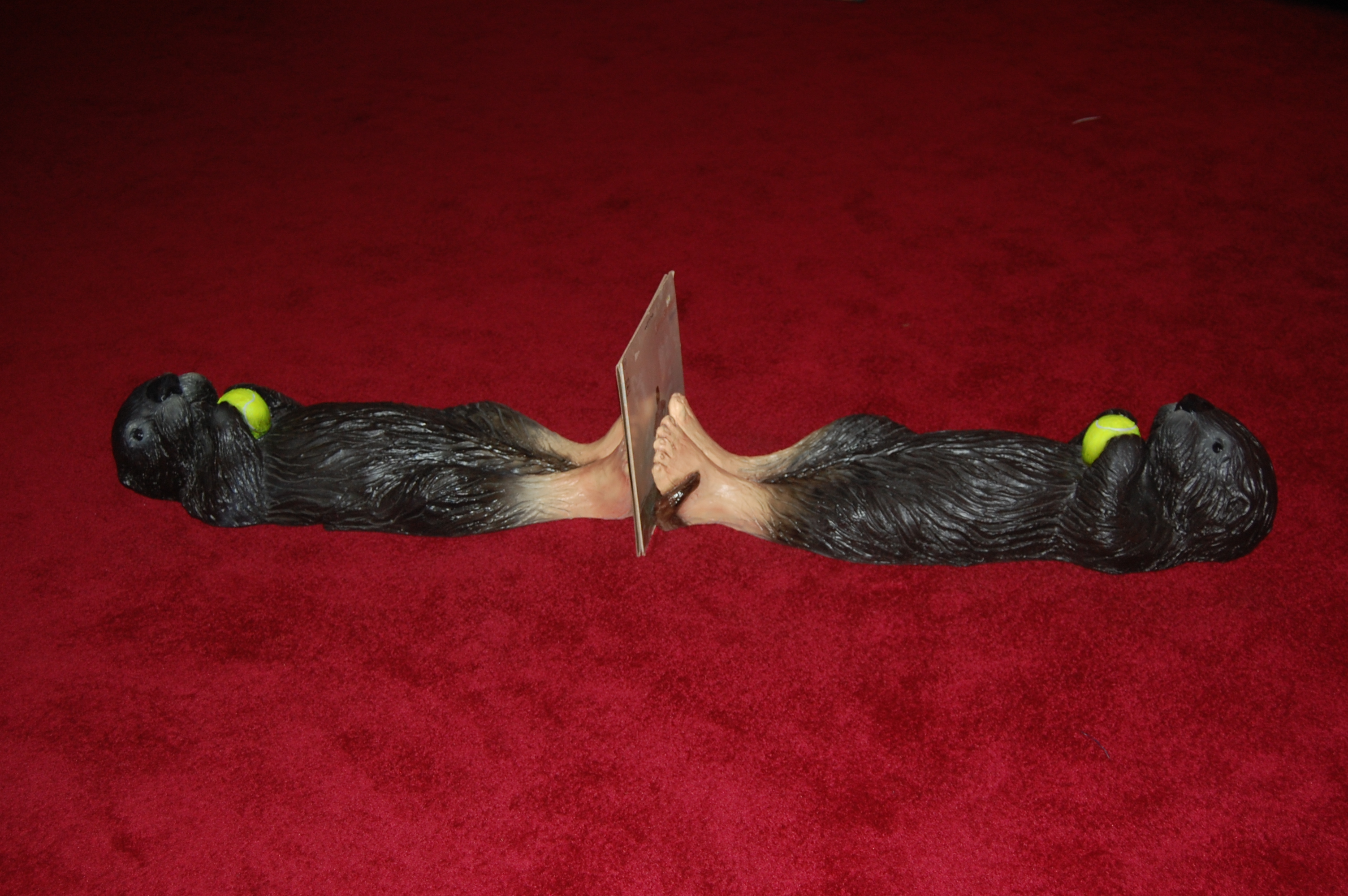
„What difference it makes when it makes no difference anymore“ aus dem Jahr 2013

## Kritiken
„[...] seine Werke sind bitter, heiter und traurig zugleich. Es sind keine harmlosen Witze, die er macht, vielmehr warmherzige Kältemetaphern, die wie die Kunst immer eine Sache des Durchblicks sind.“

„[...] Kunaths karnevaleske Installationen entfachen mit inniger Aufrichtigkeit universelle Gefühle wie Liebe und Verlust, Hoffnung und Verzweiflung. Tragikomische Dramen werden durch Darsteller, Bilder und Texte aus einer kaleidoskopischen Vielfalt von Quellen in Szene gesetzt. Abstrakte Farblasuren durchtränken Leinwände, Liedtexte werden als Leitworte zitiert und Trickfilmfratzen tollen in gemalten Landschaften und Galerieräumen umher. Einmal eingetaucht in diese schwindelerregende Flut von Symbolen wird der Betrachter in munterer Unsicherheit über feste Bedeutungen gelassen - selbst die Verortung von Kunaths eigener Stimme bleibt in der Vielfalt der von ihm verwobenen Erzählstränge offen.“

## Auszeichnungen
- 2012 Sprengel Preis für Bildende Kunst der Niedersächsischen Sparkassenstiftung
- 2006 Förderpreis des Landes Nordrhein-Westfalen für junge Künstlerinnen und Künstler
- 2005 Arbeitsstipendium der Jürgen-Ponto-Stiftung, Frankfurt am Main
- 2001 Peter Mertes Stipendium, Kunstverein Bonn

## Ausstellungen und Ausstellungsbeteiligungen (Auswahl)
- 2016: Friedrich Kunath // Juckreiz // , Sammlung Philara, Düsseldorf
- 2014: „some power, that hardly looked like power, said I'm only perfect in an empty room“, ADN Guardhouse, Culver City, CA
- 2014: „Earth to Fuckface“, White Cube Hong Kong
- 2014: „New Image Painting“, Shane Campbell Gallery, Chicago (Gruppenausstellung)
- 2014: „Fire“, Venus over Manhattan, New York (Gruppenausstellung)
- 2014: „Wo ist hier? #1: Malerei und Gegenwart“, Kunstverein Reutlingen (Gruppenausstellung)
- 2014: „If I could only remember your name“,  Kunsthalle Bremerhaven, Bremerhaven. (Einzelausstellung)
- 2014: abc art berlin, Einzelpräsentation Galerie BQ
- 2014: „The Forest Smelled Like Bananas“, Capri, Düsseldorf (Einzelausstellung)
- 2014: Freundliche Übernahme, Künstler zeigen ihre Sammlung, Martha Herford, Gehry Galerien, Herford.[5]
- 2014: The Temptation To Exist (May Contain Nuts), Andrea Rosen Gallery, New York, NY. (Einzelausstellung)
- 2014: A Plan to Follow Summer Around the World, Centre d'art contemporain d'Ivry - le Crédac, Ivry-Sur-Seine. (Einzelausstellung)
- 2013: I'm Running Out Of World, White Cube, Mason’s Yard, London. (Einzelausstellung)
- 2013: Raymond Moody’s Blues, Modern Art Oxford, Oxford. (Einzelausstellung)
- 2013: À triple tour: oeuvres de la collection Pinault, Centre des Monuments Nationaux, La Conciergerie, Paris.
- 2013: Set Pieces, Cardi Black Box, Mailand.
- 2012: Your Life is Not for You, Sprengel Museum, Hannover. (Einzelausstellung)
- 2012: Lacan's Haircut, Blum & Poe, Los Angeles CA. (Einzelausstellung)
- 2012: Things We Did When We Were Dead, BQ, Berlin. (Einzelausstellung)
- 2012: The Residue of Memory, Aspen Art Museum, Aspen, CO.
- 2011: Lonely are the Free, Schinkel Pavillon, Berlin. (Einzelausstellung)
- 2011: The Most Beautiful World in the World, White Cube, London. (Einzelausstellung)
- 2011: Gesamtkunstwerk, Saatchi Gallery, London.
- 2011: Il Mondo Vi Appartiene – The World Belongs to You, Palazzo Grassi, Venedig.
- 2011: Captain Pamphile, Deichtorhallen, Hamburg.
- 2011: Watercoler, Tate Britain, London.
- 2010: Tropical Depression, Andrea Rosen Gallery, New York, NY. (Einzelausstellung)
- 2010: I used to be darker, but then I got lighter and then I got dark again, Kaikai Kiki Tokyo Gallery, Tokyo. (Einzelausstellung)
- 2010: Hammer Projects Friedrich Kunath, Hammer Museum, Los Angeles, CA. (Einzelausstellung)
- 2010: Kunstsaele, Berlin. (Einzelausstellung)
- 2009: Friedrich Kunath – Home wasn't built in a day, Kunstverein Hannover.[6] (Einzelausstellung)
- 2009: Hello Walls, BQ, Berlin. (Einzelausstellung)
- 2009: 7 × 14, 5. Teil der Ausstellungsreihe 7 × 14, Staatliche Kunsthalle, Baden-Baden. (Einzelausstellung)
- 2008: EMOH, Blum & Poe, Los Angeles, CA. (Einzelausstellung)
- 2008: Life on Mars: 55th Carnegie International,  Carnegie Museum of Art, Pittsburgh.[7]
- 2008: Informed by Function, Lehman College Art Gallery, New York.[8]
- 2008: Vertrautes Terrain, Aktuelle Kunst in/über Deutschland, ZKM Museum for Neue Kunst, Karlsruhe.
- 2008: Friedrich Kunath: Rising vs. Setting, Aspen Art Museum, Aspen.[9] (Einzelausstellung)
- 2007: Twilight, Andrea Rosen Gallery, New York, NY. (Einzelausstellung)
- 2007: Warum, BQ, Cologne. (Einzelausstellung)
- 2007: Kunst aus NRW in der ehemaligen Reichsabtei Aachen-Kornelimünster. (Einzelausstellung)
- 2007: Verwendungsnachweis, Museum für Moderne Kunst, Frankfurt am Main.
- 2007: Learn to Read, Tate Gallery of Modern Art, London.[10]
- 2007: Seb Koberstädt / Friedrich Kunath: Förderpreisträger 2006, Kunst aus Nordrhein-Westfalen, Düsseldorf.
- 2006: have always been here before, Blum & Poe, Los Angeles, CA.
- 2006: Nothing but Pleasure, BAWAG Foundation, Wien.
- 2006: Spooky, Het Gebouw, Utrecht.
- 2005: Andrea Rosen Gallery, New York, NY
- 2005: The Gravity in Art, De Appel, Amsterdam.[11] Auch gezeigt 2008 Telic Arts Exchange, Los Angeles.
- 2005: Fabriques du sublime, Centre d’art contemporain de Noisy-le-Sec
- 2004: We were the one thing in the galaxy God didn't have his eyes On, Blum & Poe, Los Angeles, CA (Einzelausstellung)
- 2004: Our endless numbered days, BQ, Köln. (Einzelausstellung)
- 2004: Rhinegold: Art from Cologne, Tate Gallery, Liverpool.
- 2002: mise en scène: Curieux VI - Friedrich Kunath, Bonner Kunstverein, Bonn.
- 2002: Superschloss, Städtische Galerie, Wolfsburg.
- 2001: Peter Mertes Stipendium, mit Thea Djodjadze, Bonner Kunstverein. (Einzelausstellung)
- 2001: Zero Gravity, Kunstverein für die Rheinlande und Westfalen, Düsseldorf.
- 2000: Make my paper sound, Studiogalerie Kunstverein Braunschweig.
- 2000: One day it will all make sense, The Modern Institute, Glasgow. (Einzelausstellung)